# Lost Souls (álbum de Loreena McKennitt)
Lost Souls es el décimo álbum de estudio de la cantante y multinstrumentista canadiense Loreena McKennitt, publicado el 11 de mayo de 2018 por Quinlan Road y distribuido mundialmente por Universal Music.

## Antecedentes
En el primer álbum de estudio de Loreena después de siete años con The Wind That Shakes The Barley de 2010 y el primero que posee material totalmente original compuesto por la cantante; esto desde 2006 con su trabajo An Ancient Muse. Este nuevo trabajo fue anunciado en las redes primarias de la artista el 9 de marzo de 2018, día en que también lanzó el segundo single de esta producción.
El disco consta de nueve canciones, de las cuales varias fueron ideadas hace poco tiempo, mientras las restantes han sido desarrolladas en medio de otros proyectos y viajes. Algunas piezas recurren a la poesía de John Keats y W. B. Yeats y otras evocan sensaciones relacionadas con Oriente Medio. El álbum fue grabado desde mayo a octubre de 2017 en Hammilton, Canadá; en los estudios Catherine North y en los estudios Real World de Peter Gabriel, cerca de Bath, Inglaterra.

### Breaking of the Sword
El primer adelanto de este disco fue en noviembre de 2017. Cuando aún no se revelaba la existencia de este álbum como tal, Loreena publicó una nueva canción llamada Breaking of the Sword, una pieza dedicada al Día del Recuerdo o Día del Armisticio, en donde se conmemora y se destacan los sacrificios de valientes miembros de las fuerzas armadas y civiles durante la guerra y, específicamente, de los caídos durante la Primera Guerra Mundial. Éste es un día reservado en países de la Mancomunidad de Naciones. Según Loreena, esta composición trata sobre el amor, la pérdida y el sacrificio familiar. La canción fue publicada exclusivamente en formato digital; como descarga o streaming y las ganancias provenientes de las descargas fueron donadas al Fondo de apoyo a las Tropas de las Fuerzas Armadas Canadienses.
Para la composición de este tema Loreena se inspiró en la ya mencionada temática, cuando fue invitada a participar en la conmemoración de los cien años desde la Batalla de Vimy, en el Monumento nacional canadiense de Vimy en abril de 2017. En la ceremonia McKennitt interpretó su tema Dante's Prayer, de su álbum The Book Of Secrets (1997).
Loreena escribió la canción en primera persona desde la perspectiva de una madre en aquellos tiempos. Describe una soleada mañana de abril cuando nace un hijo y como él crece para trabajar en los campos y establos aledaños hasta ser llamado a la guerra donde es asesinado en batalla.
Respecto a esta canción Loreena, como escritora, compositora y Coronel Honoraria de la Real Fuerza Aérea Canadiense señala:

Cuando pierdes a un hijo, esa pérdida inimaginable y la añoranza se siente en todo el mundo. Trasciende las fronteras, las culturas y el tiempo en sí mismo. Me gustaría sentir que el sentimiento de esta canción es atemporal y universal.
Loreena McKennitt

La canción fue grabada con la Banda central de las Fuerzas Armadas canadienses y el Coro de Conciertos de Stratford, dirigidos por Ian Sadler. Sus contribuciones a la pieza simbolizan el sentimiento colectivo de la comunidad frente al fallecimiento de un ciudadano.

Me doy cuenta de que hay al menos tres clases de familias que sufren pérdidas en tiempos de guerra: la familia inmediata, la familia militar y las comunidades en donde vivieron los caídos. Intenté representar a cada una de ellas en mi arreglo.
Loreena McKennitt.

En el sentido contemporáneo, las familias de quienes sirven continúan haciendo grandes sacrificios, sacrificios para apoyar a sus seres queridos, independiente de la misión o tarea del individuo: desde el combate a misiones humanitarias y de búsqueda y rescate; hasta las demandas básicas como el entrenamiento diario y operaciones. Nosotros como ciudadanos debemos a quienes sirven -así como a sus familias- nuestra inmensa gratitud y, como mínimo, el acto de recordarlos.
Loreena McKennitt.

El título de la canción es tomado a partir de un grupo de estatuas en el Memorial de Vimy llamada Defenders (defensoras), en particular las conocidas como Breaking of the Sword. El memorial nacional canadiense de Vimy consta de veinte estatuas simbólicas, la más grande se conoce como Canada Bereft. A veces llamada Madre Canadá, personifica a una joven nación que llora a sus fallecidos. La imagen de esta simbólica estatua fue elegida para ser la portada de esta canción como sencillo.

## Lista de temas
| Lost Souls |                                    |          |  |
| N.º        | Título                             | Duración |  |
| 1.         | «Spanish Guitars and Night Plazas» | 6:41     |  |
| 2.         | «A Hundred Wishes»                 | 4:34     |  |
| 3.         | «Ages Past, ages Hence»            | 5:27     |  |
| 4.         | «The Ballad of the Fox Hunter»     | 5:48     |  |
| 5.         | «Manx Ayre»                        | 4:03     |  |
| 6.         | «La Belle Dame Sans Merci»         | 6:09     |  |
| 7.         | «Sun, Moon and Stars»              | 4:34     |  |
| 8.         | «Breaking of the Sword»            | 5:30     |  |
| 9.         | «Lost Souls»                       | 5:09     |  |
| 47:55      |                                    |          |  |

## Instrumentación
- Loreena McKennitt: Voz / Piano / Teclados / Acordeón / Arpa
- Brian Hughes: Guitarra / Buzuki / Sintetizador
- Caroline Lavelle: Violonchelo / Concertina
- Hugh Marsh: Violín
- Dudley Phillips: Bajo acústico y eléctrico.

### Instrumentalistas especiales
- - Robert Brian y Tal Bergman: Batería
  - Hossam Ramzy, Graham Hargrove y Rick Lazar: Percusión
  - Nigel Eaton: Zanfona
  - Panos Dimitrakopoulos: Qanun
  - Sokratis Sinopoulos: Lira
  - Haig Yazdjian: Laúd Árabe
  - Ana Alcaide: Nyckelharpa
  - Daniel Casares: Guitarra Flamenco
  - Miguel Ortiz Ruvira: Percusión Flamenco

## Personal de Producción
- Ingeniería de Sonido: Yossi Shakked, Stuart Bruce y Jeff Wolpert
- Masterización: Bob Ludwig en Gateway Mastering Studios
- Diseño gráfico: Jeri Heiden, de Smog Design, Inc.